# Dock (MacOS)
Dock（程序坞）是图形用户界面中用于启动、切换运行中的应用程序的一种功能界面。Dock是苹果公司MacOS操作系统，及其始祖NeXTSTEP和OPENSTEP中重要组成部分。在Newton OS中也有Dock概念的一些早期例子。现在在不同操作系统中有很多不同的Dock程序。

## 历史
在NeXTSTEP和OPENSTEP操作系统中，Dock主要功能是应用程序的启动器，用户可以在里面放置常用程序的图标，而系统的Workspace Manager（工作区管理器）和Recycler（回收站）则是一直显示的。Dock通过图标下部的省略号可以显示程序当前是否正在运行：通常状态下图标是带有省略号的，如果程序正在运行则省略号消失。（注意和Mac OS X中dock的不同：MacOS X中通常状态下没有附加显示，而当运行时候会有三角形或指示灯显示）

## 苹果电脑和Mac OS X
在Mac OS X中Dock可用来存放操作系统中任意的程序和文件，而且存放数目不受限制，可以动态更改大小，并在鼠标靠近时自动放大。在默认状态下它位于屏幕底部，但用户可以更改设置将其移到屏幕的左边或者右边。没有被加入dock的程序，在运行的时候，其图标会在dock中被显示出来，并在程序退出之后消失。
这些功能和NeXT操作系统中的dock不同，因为Dock容量受到屏幕分辨率限制。Dock的这些变化使其在功能上接近于苹果公司的Newton OS MessagePad 2x00系列的Button Bar，应用程序可以从Extras Drawer（一个类似于Finder的程序）中拖进或拖出。而且和Mac OS X一样，当屏幕进入横放状态时，用户可以可以选择将Button Bar改到左侧或者右侧。

### 图标
Mac OS X的Dock一般分成左右（上下）两个区域。
左（上）边用于放置程序图标，默认状态下Finder图标始终出现。用户可以将程序图标拖入dock即完成放置操作，将已有的图标拖到dock以外的桌面区域即删除图标。
右（下）边用于放置“废纸篓”，在默认状态下图标始终出现。用户还可以将任意的文件和文件夹放在里面以便快速访问。Mac OS X Leopard系统中追加了文件夹的“堆栈”等功能。
两个区域之间有分割线区别开。leopard系统界面中进化为为类似公路车道的图形。

### 菜单
Mac OS X的Dock有拓展菜单，可以不用将程序弹出dock就进行一些操作。绝大多数应用程序包含简单控制命令，如“退出”“在dock中保留”“从dock中去掉”等，而一些其他程序拥有更丰富的选项菜单，如iTunes在dock中菜单可以让用户进行许多播放操作。一些即时消息软件，如MSN messenger，iChat的dock控制菜单中包含传输文件、更改在线状态等实用功能。
Dock的拓展控制菜单可以通过右键单击图标，或者control+左键，或者长按左键等多种方法调出。

## 其他操作系统
很多程序可以在视窗系统中模拟Mac OS X的dock，如ObjectDock和RocketDock。早期的Mac OS（版本10.0之前）并没有dock，但可以通过A-dock等工具追加。
在Linux和BSD系统中也有dock的运用，如Window Maker（模拟NeXTstep系统界面）、GNOME系统中的Gnome Dock、Avant Window Navigator以及Cairo-Dock，KDE用的KXDocker等。
在Windows Vista中引入了Dockapp的一种形式：Windows Sidebar。Windows 7任务栏则很类似老版本的Dock。